# Ли (округ, Айова)
Ли (англ. Lee County) — округ в США, штате Айова. На 2000 год численность населения составляла 38 052 человек. По оценке бюро переписи населения США в 2009 году население округа составляло 35 447 человек. В округе два административных центра — города Форт-Мадисон и Киокак.

## История
Округ Ли был сформирован в 7 декабря 1836 года.

## География
Согласно данным Бюро переписи населения США, площадь округа Ли составляет 1340 км².
Именно в округе Ли расположена самая низкая точка штата Айова — в городе Киокаке на реке Миссисипи на границе с Миссури и Иллинойсом.

### Основные шоссе
- Шоссе 61
- Шоссе 136
- Шоссе 218
- Автострада 2
- Автострада 16
- Автострада 27

### Соседние округа
- Генри (север)
- Де-Мойн (северо-восток)
- Хендерсон (штат Иллинойс; восток)
- Ханкок (штат Иллинойс; юго-восток)
- Кларк (штат Миссури; юго-запад)
- Ван-Бьюрен (запад)

## Демография
По данным переписи населения 2000 года в округе проживало 38 052 жителей. Среди них 22,0 % составляли дети до 18 лет, 17,0 % люди возрастом более 65 лет. 50,1 % населения составляли женщины.
Национальный состав был следующим: 94,2 % белых, 3,2 % афроамериканцев, 0,3 % представителей коренных народов, 0,8 % азиатов, 2,8 % латиноамериканцев. 1,4 % населения являлись представителями двух или более рас.
Средний доход на душу населения в округе составлял $18430. 14,6 % населения имело доход ниже прожиточного минимума. Средний доход на домохозяйство составлял $43718.
Также 83,6 % взрослого населения имело законченное среднее образование, а 12,5 % имело высшее образование.